# Holiday (film, 2018)
Pour les articles homonymes, voir Holiday.
Pour plus de détails, voir Fiche technique et Distribution.
Holiday est un film dramatique danois écrit et réalisé par Isabella Eklöf et sorti en 2018. 
Coproduction internationale, le film a été produit par David B. Sørensen et projeté dans la section Compétition dramatique du cinéma mondial au Festival du film de Sundance 2018. Il a remporté quatre prix Bodil, dont celui du meilleur film danois.

## Synopsis
Sascha est la femme trophée d'un trafiquant de drogue nommé Michael. Pendant des vacances à Bodrum, elle rencontre Tomas, un touriste néerlandais dont elle se rapproche. Au fil de jours, Michael devient de plus en plus agressif, au point de violer Sascha.

## Fiche technique
- Titre français : Holiday
- Réalisation : Isabella Eklöf
- Scénario : Johanne Algren , Isabella Eklöf, d'après un roman de Alexander Engel
- Photographie : Nadim Carlsen
- Montage : Olivia Neergaard-Holm
- Musique : Martin Dirkov
- Pays d'origine : Danemark, Pays-Bas, Suède
- Langue originale : danois
- Format : couleur
- Genre : dramatique
- Durée : 93 minutes
- Dates de sortie :
  - États-Unis : 21 janvier 2018  (Sundance)

## Distribution
- Victoria Carmen Sonne : Sascha
- Lai Yde : Michael
- Thijs Römer : Tomas
- Yuval Segal : Bobby
- Bo Brønnum : Bo
- Adam Ild Rohweder : Musse
- Morten Hemmingsen : Jens
- Mill Jober : Maria
- Laura Kjær : Tanja
- Stanislav Sevcik : Karsten
- Saxe Rankenberg Frey : Emil
- Michiel de Jong : Frederik

## Distinctions
Le film a été nommé pour six Bodil et en a remporté quatre : meilleur film, meilleure actrice pour Vic Carmen Sonne, meilleur second rôle masculin pour Lai Yde et meilleure photographie.